# Indication géographique (label français)
Pour les articles homonymes, voir Indication géographique.
Ne doit pas être confondu avec Indication géographique protégée.

Logo officiel du label depuis 2017.

Premier logo officiel du label.

Le label Indication géographique (IG) est un label officiel français géré par l'Institut national de la propriété industrielle, qui garantit l'origine géographique d'un produit manufacturé, artisanal ou d'une ressource naturelle. 
Il est pensé comme l'équivalent des labels d'appellation d'origine attribués aux produits agricoles. Le produit en question est lié au territoire par ses caractéristiques propres, un savoir-faire ou un procédé de fabrication. La création de l'IG est motivée par le souci de lutter contre l'utilisation abusive des dénominations géographiques dans certaines commercialisations et de doper la visibilité de la fabrication française à l'international.

## Histoire
Le label est lancé en juin 2015 par Carole Delga, Secrétaire d'État chargée du Commerce, de l'Artisanat, de la Consommation et de l'Économie sociale et solidaire. Il constitue toutefois une mesure de la loi n° 2014-344 du 17 mars 2014 relative à la consommation, dite loi Hamon, portée par son prédécesseur Benoît Hamon.
Alors qu'environ 200 produits sont initialement pressentis pour bénéficier de la protection, les homologations s'avèrent complexes, du fait notamment de la difficulté de lier certaines productions aux territoires. Dans ce contexte, les collectivités locales sont tentées de s'impliquer dans le processus.

## Fonctionnement
Contrairement aux appellations d'origine comme l'appellation d'origine protégée (AOP) ou l'indication géographique protégée (IGP), dont l'homologation est assurée par l'Institut national de l'origine et de la qualité, concerne uniquement des produits agricoles, viticoles et naturels et répond à une législation européenne, l'Indication géographique est gérée par l'Institut national de la propriété industrielle et concerne uniquement des produits français manufacturés et artisanaux. Elle peut être attribuée à un artisan, un commerçant, une ou plusieurs sociétés qui répondent au cahier des charges correspondant à la production en question.

## Liste des produits labellisés
- Siège de Liffol (2016)
- Granit de Bretagne (2017)
- Porcelaine de Limoges (2017)
- Pierre de Bourgogne (2018)
- Grenat de Perpignan (2018)
- Tapis et tapisserie d'Aubusson (2018)
- Charentaise de Charente-Périgord (2019)
- Pierres marbrières de Rhône-Alpes (2019)
- Absolue pays de Grasse (2020)
- Pierre d'Arudy (2020)
- Linge basque[7] (2020)
- Poteries d'Alsace - Soufflenheim/Betschdorf (2022)
- Couteau Laguiole (2024)